# کاستریین
کاستریین دهستانی در استان آستوریاس اسپانیا است.
در این دهستان ۲۲٬۵۳۴ نفر زندگی می‌کنند. مساحت این دهستان ۵۵٫۳۴ کیلومتر مربع است.